# Апаров, Борис Петрович
Борис Петрович Апаров (1899—1950) — советский учёный-электротехник.

## Биография
Родился 17 ноября 1899 года в Самаре в семье контролера Самаро-Златоустинской железной дороги.
Окончил Первую Калужскую гимназию (1917, с золотой медалью) и механический факультет Московского высшего технического училища (1923).
С 1924 года преподавал и вёл научную деятельность на кафедре электрических машин под руководством К. И. Шенфера и на кафедре основ электротехники под руководством К. А. Круга. Тогда же начал работать научным сотрудником в Государственном электротехническом экспериментальном институте (ныне ВЭИ).
В 1928 году был утверждён в звании доцента, а в 1934 году — в звании профессора Московского энергетического института. В 1937 году после защиты диссертации ему была присвоена учёная степень доктора технических наук.
Преподавал в Советской высшей технической школе, несколько лет заведовал лабораторией электрических машин ВЭИ.
До 1941 года работал на кафедре электрических машин МЭИ. В 1942—1950 годах — заведующий кафедрой авиационного и автотракторного электрооборудования МЭИ.
Автор более 50 научных работ, в том числе монографий. В 1924 году опубликовал результаты исследований влияния зубчатости статора и ротора на рабочий процесс индукционных машин. В 1932 году предложил формулы для рационального выбора зубцов асинхронных двигателей.
Впервые показал возможность каскадного соединения синхронных машин. Предложил схему двигателя двойного питания. Под руководством Б. П. Апарова выполнены работы для авиационной промышленности по генераторам переменного тока, регуляторам напряжения и системам зажигания.
Награждён орденом «Знак Почёта» и медалями.
Умер 8 июня 1950 года после длительной тяжёлой болезни.

## Публикации
- Машины переменного тока… : Утв. ГУУЗ НКТП в качестве учеб. руководства для энергетич. втузов / Б. П. Апаров, проф. Моск. энергетич. ин-та им. В. М. Молотова. — Москва ; Ленинград : Онти. Глав. ред. энергетич. лит-ры, 1936 (Л. : тип. им. Евг. Соколовой).
- Уравнения токов и напряжений машины переменного тока. — [Москва] : стеклогр. Гипроцветмета, [1935]. — 16 с.
- Основы электрооборудования самолётов и автомашин: [Учеб. пособие для энергет. и электротехн. вузов и фак.] / В. Н. Акимов, Б. П. Апаров, А. Н. Ларионов и др.; Под ред. чл.-кор. АН СССР А. Н. Ларионова. — Москва ; Ленинград : Госэнергоиздат, 1955. — 384 с.